# Битва за Дыре Дауа
Битва за Дыре Дауа (июль — август 1977 года) — сражение за эфиопский город Дыре-Дауа (англ. Dire Dawa) и прилегающий к нему аэродром в ходе эфиопо-сомалийской войны. Первый раз с начала войны поддержку эфиопам оказали советские и кубинские военные советники, также это первое поражение сомалийцев с начала войны.

## Ход боя
Первая попытка штурма Дыре-Дауа сомалийцами была предпринята 17 июля в 04:30 силами трёх механизированных батальонов. Атака была отбита ценой 79 убитых эфиопских солдат, потери сомалийцев эфиопы оценили в два раза выше. В результате прорыва на аэродром Дыре Дауа был уничтожен самолёт F-5E 9-й аэ ВВС Эфиопии. Истребитель был уничтожен выстрелом из РПГ.
Вторая фаза штурма была начата 17 августа. Во главе наступления шёл батальон силой в 32 танка. На подступах к городу 3 сомалийских танка подорвались на минах. Сомалийским танкистам удалось пройти эфиопское сопротивление и прорваться к аэродрому возле города, в ходе штурма танками весь аэродром был разгромлен, уничтожены вышка управления полётами, уничтожены 9 самолётов и по меньшей мере 1 повреждён, 1 танк и хранилища с топливом. Эфиопия начала экстренную переброску подкреплений, однако остановить сомалийские танки смогли только массированные налёты эфиопской авиации, которые по западным данным вывели из строя 16 танков (по другим данным 11).

## Потери сторон
Во время штурма аэродрома были уничтожены 10 эфиопских самолётов: 1 F-5E, 8 B 17, 1 T-28, также был повреждён 1 транспортный Boeing-707.
Согласно заявлениям эфиопов сомалийцы всего в ходе сражения потеряли 21 из 32 задействованных танков Т-55, в доказательство своих слов эфиопы продемонстрировали журналистам 11 сомалийских танков, часть из которых была брошена так как застряла в грязи.